# Kim Lamarre
Kim Lamarre (Québec, 20 maggio 1988) è una sciatrice freestyle canadese, specialista dello slopestyle.

## Biografia
Ha esordito in Coppa del Mondo il 12 gennaio 2013 a Copper Mountain (34ª) e alle Olimpiadi a Soči 2014, vincendo la medaglia di bronzo nello slopestyle.

## Palmarès

### Olimpiadi
- 1 medaglia:
  - 1 bronzo (slopestyle a Soči 2014)

### Coppa del Mondo
- Miglior piazzamento in classifica generale: 81ª nel 2014.